# Piotr Łaszcz (zm. 1619)
Piotr Łaszcz ze Strzemielca Prawdzic (zm. w 1619 roku) – starosta lityński w latach 1588–1619, poseł na sejm 1611 roku z województwa kaliskiego i poznańskiego.
Katolik, komisarz do uspokojenia nawigacji na Warcie.
Poseł na sejm zwyczajny 1613 roku. 